# Ultranacionalismo palingenético
El ultranacionalismo palingenético es una teoría formulada por el politólogo británico Roger Griffin sobre el fascismo genérico. El elemento clave de esta teoría es la creencia de que el fascismo se puede definir por su mito central, a saber, el de la revolución con el fin de alcanzar un «renacimiento nacional», o palingenesia. Griffin argumenta que la síntesis única de la palingenesia y el ultranacionalismo distingue el fascismo del parafascismo y otras ideologías nacionalistas autoritarias. Esto es lo que denomina el «mínimo fascista», sin el cual no hay fascismo.
La idea fue planteada por primera vez en 1991 en el libro The Nature of Fascism (La naturaleza del fascismo), y desarrollada en el artículo Staging The Nation's Rebirth: The Politics and Aesthetics of Performance in the Context of Fascist Studies (Escenificar el renacimiento de la nación: la política y la estética de la actuación en el contexto de los estudios fascistas) en la obra colectiva de 1994 Fascism and Theatre: The Politics and Aesthetics in the Era of Fascism (Fascismo y teatro: la política y estética en la era del fascismo).

## Exposición de la idea
Según Griffin, el fascismo emplea el «mito palingenético» para atraer a grandes masas de votantes que han perdido la fe en la política y la religión tradicionales, prometiéndoles un futuro más brillante bajo un gobierno fascista. Esta promesa no es exclusiva de los fascistas: otras ideologías políticas también incorporan algunos aspectos palingenéticos a sus programas de partido, ya que los políticos casi siempre prometen mejorar la situación. Los movimientos más radicales a menudo quieren derrocar el viejo orden, que se ha vuelto decadente y ajeno al hombre común. La enérgica demolición de las viejas costumbres puede requerir de alguna forma de revolución o batalla, que se representa como un acto glorioso y necesario. Estos movimiento comparan entonces el pasado (reciente) con el futuro, que se plasma como un renacimiento de la sociedad tras un periodo de decadencia y miseria. El mito palingenético también puede significar un regreso a la Edad de Oro de la historia de la nación, de forma que el pasado sirve como una guía para un futuro mejor con un régimen asociado que se asemeja superficialmente a uno reaccionario. El fascismo se distingue por ser la única ideología que se centra marcadamente en la revolución en su mito, o, como lo explica Griffin,

los horizontes míticos de la mentalidad fascista no se extienden más allá de esta primera etapa. Promete reemplazar la gerontocracia, la mediocridad y la flaqueza nacional por la juventud, el heroísmo y la grandeza nacional, expulsar la anarquía y la decadencia y traer orden y salud, inaugurar un nuevo mundo ilusionante en el lugar del ya agotado que existía antes, para poner el gobierno en manos de personalidades extraordinarias en lugar de insignificancias.
the mythical horizons of the fascist mentality do not extend beyond this first stage. It promises to replace gerontocracy, mediocrity and national weakness with youth, heroism and national greatness, to banish anarchy and decadence and bring order and health, to inaugurate an exciting new world in place of the played-out one that existed before, to put government in the hands of outstanding personalities instead of non-entities.

A través de este proceso habrá un gran líder que combata a los representantes del viejo sistema con el apoyo de las masas. Estas masas tienen un único objetivo, crear su nuevo mundo, y tienen una fe inquebrantable en su héroe mítico, ya que representa todo aquello en lo que creen. Con él, la nación renacerá como un fénix de las cenizas de la corrupción y la decadencia.